# جان اورلوف
جان اورلوف (انگلیسی: John Orloff) یک فیلم‌نامه‌نویس اهل ایالات متحده آمریکا است.
وی تویسنده فیلم‌هایی همچون دسته برادران و قلب قدرتمند بوده است.